# Mars 1756
Cette page présente les faits marquants du mois de mars 1756.

## Événements
- 27 mars : victoire française à la bataille de Fort Bull[1].